# Bernard Zadi Zaourou
Bernard Zadi Zaourou o Bottey Zadi Zaourou (Soubré, 1938, 20 de marzo de 2012) fue un político, profesor y escritor marfileño, ministro de Cultura en el Gobierno de Daniel Kablan Duncan de 1993.
Considerado escritor feminista, es el teórico de la estética "DIDIGA"

## Libros
- Fer de lance, livre I, 1975
- Césarienne (Fer de lance, livre II)
- Aube prochaine
- Les chants du souvenir

## Teatro
- 1968 : Sorry Lombe
- 1974 : Les sofas et L'œil
- 1979 : La tignasse
- 1981 : La termitière
- 1984 : Le secret des dieux
- 1984 : Le Didiga de Dizo
- 1985 : La guerre des femmes